# روبيليو كاستيو
رومان كاستيلو (بالإسبانية: Rubilio Castillo)‏ (26 نوفمبر 1991 بلا سيبا في هندوراس - ) هو مدرب كرة قدم ولاعب كرة قدم هندوراسي في مركز الهجوم. شارك مع منتخب هندوراس لكرة القدم. أما مع النوادي، فقد لعب مع نادي موتاجوا ‏ ونادي كوريكامينوس ‏ ونادي بيدا وDeportes Savio F.C. ‏.

## وصلات خارجية
- روبيليو كاستيو على موقع قاعدة بيانات كرة القدم.إي يو (الإنجليزية)
- روبيليو كاستيو على موقع ناشيونال فوتبول تيمز (الإنجليزية)
- روبيليو كاستيو على موقع Soccerway.com (الإنجليزية)